# 长茎粗筒苣苔
长茎粗筒苣苔（学名：Loxostigma longicaulis）为苦苣苔科斜柱苣苔属下的一个种。其种加词“Longicaulis”意为“长茎的”。